# Molophilus (Molophilus) neanerastus
Molophilus (Molophilus) neanerastus is een tweevleugelige uit de familie steltmuggen (Limoniidae). De soort komt voor in het Neotropisch gebied.